# St. Bonifatius (Überherrn)

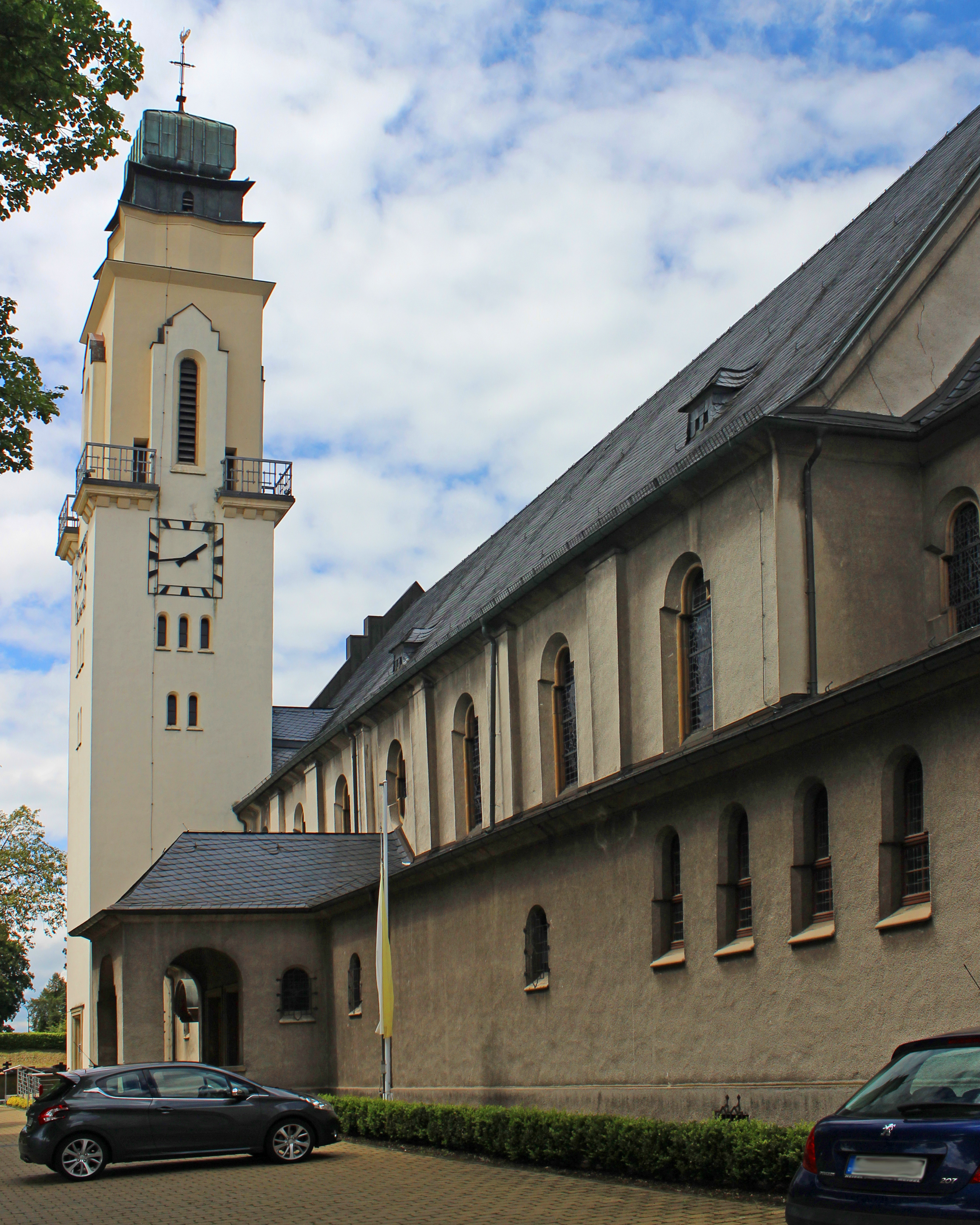
Die katholische Pfarrkirche St. Bonifatius in Überherrn

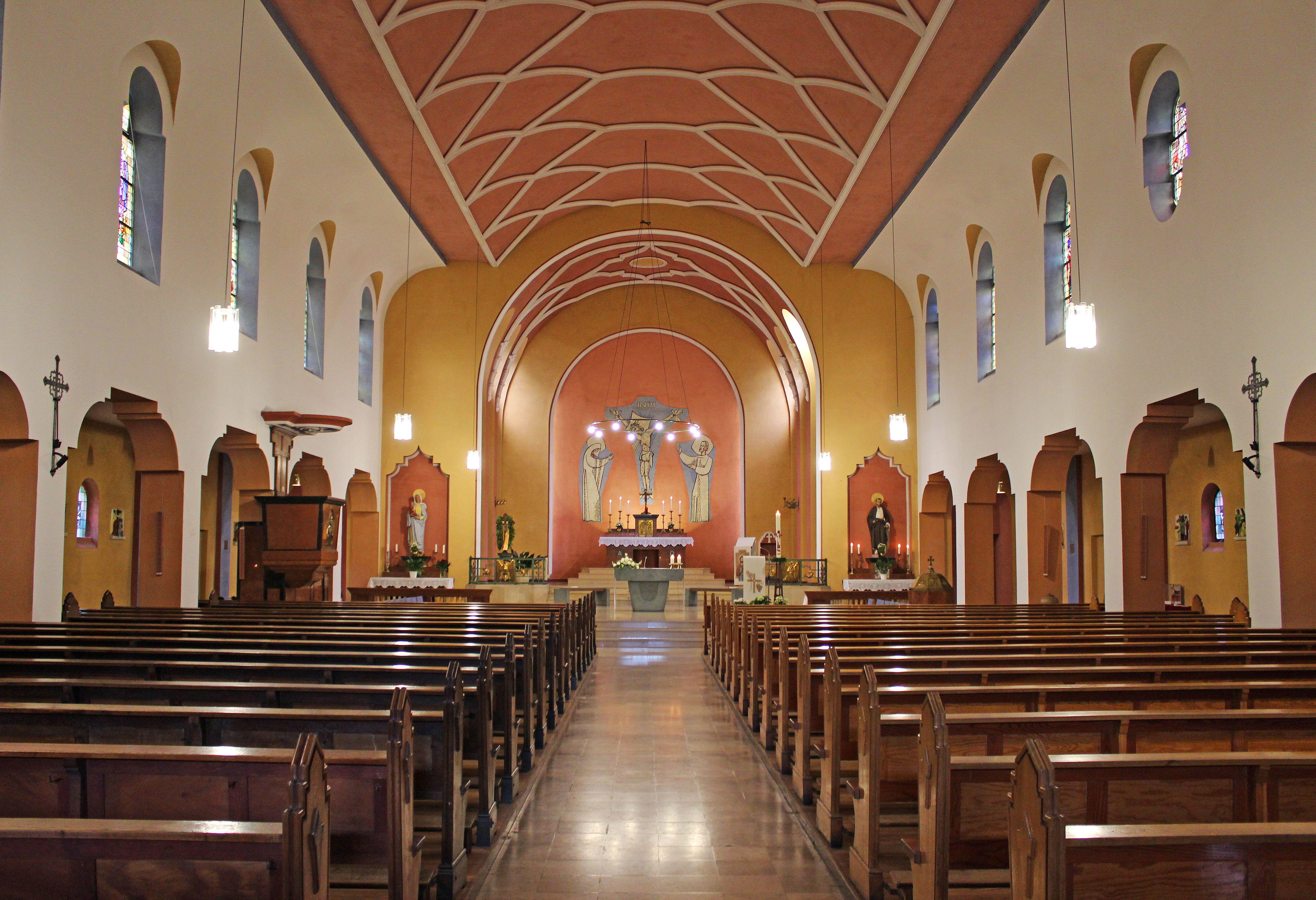
Inneres der Kirche mit Blick zur Apsis

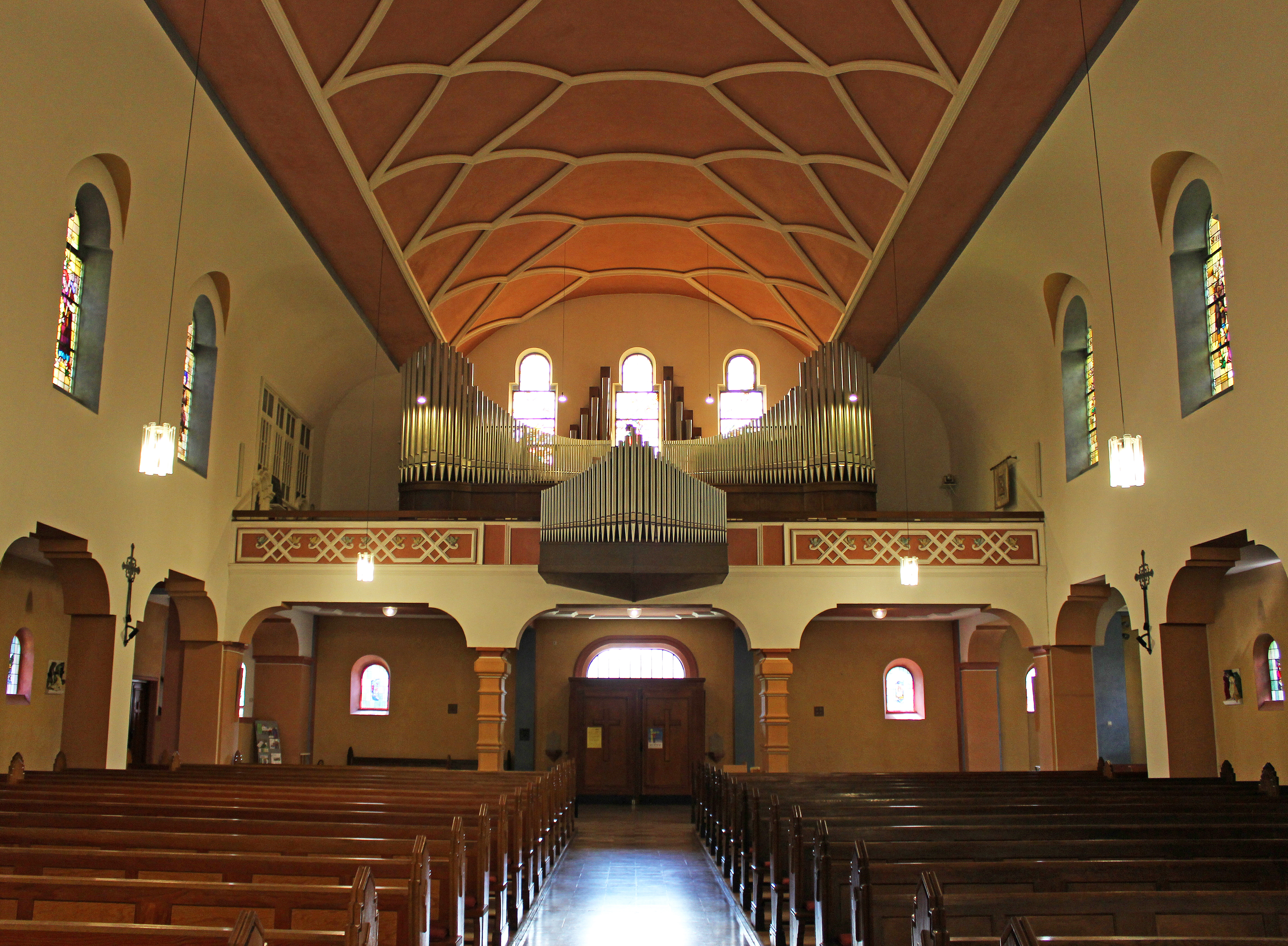
Blick zur Orgelempore

Die Kirche St. Bonifatius ist eine katholische Pfarrkirche in Überherrn, Landkreis Saarlouis. Sie trägt das Patrozinium des heiligen Bonifatius, des „Apostels der Deutschen“. In der Denkmalliste des Saarlandes ist die Kirche als Einzeldenkmal aufgeführt.

## Geschichte
Die Pfarrkirche St. Bonifatius wurde in den Jahren 1928 bis 1929 nach Plänen der Architektengemeinschaft Ludwig Becker und Anton Falkowski (Mainz) errichtet.
1976 wurde die Kirche einer Restaurierung unterzogen. 1996 erfolgte ein Umbau des Altarraumes.
2010/2011 wurde das Innere der Kirche renoviert. Die Kosten hierfür betrugen 300 000 Euro.

## Architektur und Ausstattung
Das Kirchengebäude in der Überherrner Lindenstraße wird von dem 33 Meter hohen weithin sichtbaren Kirchturm beherrscht. Errichtet wurde das Gotteshaus in expressionistischer Formensprache. Die Architekten Becker und Falkowski wählten einen ähnlichen Stil auch bei anderen ihrer Kirchenbauten in der Region. So zum Beispiel bei der Kirche St. Elisabeth im Saarbrücker Stadtteil Altenkessel, bei der Kirche St. Bonifatius in Püttlingen oder bei der Kirche St. Laurentius im Eppelborner Ortsteil Bubach-Calmesweiler.
Das Innere der Kirche wird von einem Tonnengewölbe mit netzartigen Strukturen bestimmt, das seitlich in einen flachen Deckenabschnitt übergeht, der wiederum in eine Hohlkehle übergeht, die die Verbindung zu den Seitenwänden des Kirchenschiffes darstellt. Im Chor, der auch über ein Tonnengewölbe verfügt, befinden sich ebenfalls netzartige Strukturen. Abgeschlossen wird der Chor im Osten durch eine Apsis.
An der Rückwand des Chorraumes befindet sich ein Mosaik der Kreuzigung, das von Hans Thomas (Köln) geschaffen wurde.
Im Giebel der Westfassade über dem Hauptportal und den drei darüber liegenden Fenstern ist eine in Stein gehauene, sechs Meter große Statue des heiligen Bonifatius angebracht.
Vor der Südfassade der Kirche befindet sich das sogenannte Guldnerkreuz, ein Wegekreuz des Bildhauers Adam Guldner aus dem Jahr 1760. Wie die Bonifatiuskirche steht auch das Wegekreuz auf der Denkmalliste.

## Orgel
Die Orgel der Kirche wurde 1953 von der französischen Orgelbaufirma Haerpfer & Erman (Boulay) erbaut und 2003 von Thomas Gaida restauriert, der Teile der Elektrik erneuerte und eine Neuintonation durchführte.
Das Kegelladen-Instrument ist auf einer Empore aufgestellt und verfügt über 35 (37) Register, verteilt auf 3 Manuale und Pedal. Die Spiel- und Registertraktur ist elektropneumatisch. Die Disposition lautet wie folgt:
| I Hauptwerk C–g3 |                  |        |
| 01.              | Quintade         | 16′    |
| 02.              | Principal        | 08′    |
| 03.              | Hohlflöte        | 08′    |
| 04.              | Gemshorn         | 08′    |
| 05.              | Oktave           | 04′    |
| 06.              | Blockflöte       | 04′    |
| 07.              | Quinte           | 02 ⁄3′ |
| 08.              | Kleinprincipal 0 | 02′    |
| 09.              | Mixtur IV-V      |        |
| 10.              | Trompete         | 08′    |

| II Schwellwerk C–g3 |                         |         |
| 11.                 | Italienisch Principal 0 | 08′     |
| 12.                 | Harmonieflöte           | 08′     |
| 13.                 | Salicional              | 08′     |
| 14.                 | Vox coelestis           | 08′     |
| 15.                 | Wienerflöte             | 04′     |
| 16.                 | Nasat                   | 02 ⁄3′  |
| 17.                 | Waldflöte               | 02′     |
| 18.                 | Terz                    | 01 3⁄5′ |
| 19.                 | Scharff IV-V            |         |
| 20.                 | Fagott                  | 16′     |
| 21.                 | Schalmey-Oboe           | 08′     |
| 22.                 | Clarine                 | 04′     |
|                     | Tremolo                 |         |

| III Rückpositiv C–g3 |              |    |
| 23.                  | Rohrflöte    | 8′ |
| 24.                  | Principal    | 4′ |
| 25.                  | Oktavin      | 2′ |
| 26.                  | Cymbel III 0 |    |
| 27.                  | Krummhorn    | 8′ |

| Pedal C–f1 |                             |         |
|            | Bonifatius (Kollektivzug) 0 | 32′     |
| 28.        | Principalbass               | 16′     |
| 29.        | Subbass                     | 16′     |
|            | Zartbass (= Nr. 1)          | 16′     |
| 30.        | Quintbass                   | 10 2⁄3′ |
| 31.        | Octavbass                   | 08′     |
| 32.        | Gedecktbass                 | 08′     |
| 33.        | Choralbass                  | 04′     |
| 34.        | Rauschpfeife II             |         |
| 35.        | Posaune                     | 16′     |

- Koppeln:
  - Normalkoppeln: II/I, III/I, III/II, I/P, II/P, III/P
  - Suboktavkoppeln: II/I
  - Superoktavkoppeln: I/I, II/I
- Spielhilfen: Setzeranlage, 2 freie Kombinationen, 2 freie Pedalkombinationen, Registercrescendotritt, 16′-Absteller, Mixturenabsteller, Zungengeneralabsteller, Zungeneinzelabsteller